# Selepa curculella
Selepa curculella är en fjärilsart som beskrevs av Walker 1866. Selepa curculella ingår i släktet Selepa och familjen trågspinnare. Inga underarter finns listade i Catalogue of Life.